# Jerry Eisenberg
Jerry Eisenberg (Nueva York, 3 de diciembre de 1937 –  Tarzana, California, 11 de febrero de 2025) fue un animador, artista de guion gráfico, y productor de televisión estadounidense.

## Muerte
Eisenberg murió el 11 de febrero de 2025 en 87 años 